# Sant Vicenç de Malla
Sant Vicenç de Malla és una església romànica de Malla (Osona) inclosa a l'Inventari del Patrimoni Arquitectònic de Catalunya. Al Museu Episcopal de Vic es conserva una porta, amb dos fragments de pintura mural de l'absidiola representant un Pantocràtor i la imatge d'un sant. A més, també es conserva un suport d'ara d'altar, trobat durant l'última restauració.

## Descripció
Sant Vicenç de Malla està situat en el vessant oriental del turó del Casclar prop del desaparegut castell de Malla o d'Orsal, al sud de Vic. L'església actual és un edifici del segle xi en el que la restauració realitzada ha deixat una forta empremta en el temple i en tot l'entorn immediat, especialment per la utilització del formigó com a material de reconstrucció. Al llarg dels segles va sofrir múltiples transformacions i afegits, exhaustivament estudiats, que han estat eliminats en la intervenció que pretén recuperar l'obra romànica. És un edifici de planta basilical de tres naus dividides per dos grans arcs formers apuntats, amb tres absis semicirculars a la capçalera. La nau de migdia es bastí aprofitant la construcció anterior del segle x, la qual cosa condiciona la forma lleugerament trapezoïdal de la planta. A l'exterior, les dues absidioles presenten decoració d'arcuacions entre lesenes, mentre que l'absis central es va reconstruir en la intervenció i només se'n reprodueix el ritme compositiu de l'ornamentació. L'absidiola de migdia té tres finestres de doble esqueixada, mentre que la de tramuntana només en té una. Les tres naus són cobertes amb volta de canó excepte el tram immediat a l'absidiola de tramuntana que mostra volta d'aresta. La portalada de migdia del segle xii es conserva al Museu Episcopal de Vic i en el seu lloc hi ha la reproducció de l'estructura amb els arcs en degradació despullats del treball escultòric i de les columnes que presenta l'original. Un campanar de base quadrada s'alça sobre la nau de tramuntana. És de quatre pisos i mostra finestres d'arc de mig punt i finestres geminades amb columna i capitell mensuliforme. Les plantes són dividides per un fris de dents de serra i també trobem arcuacions. La coberta piramidal de rajola vidriada verda data del segle xviii.

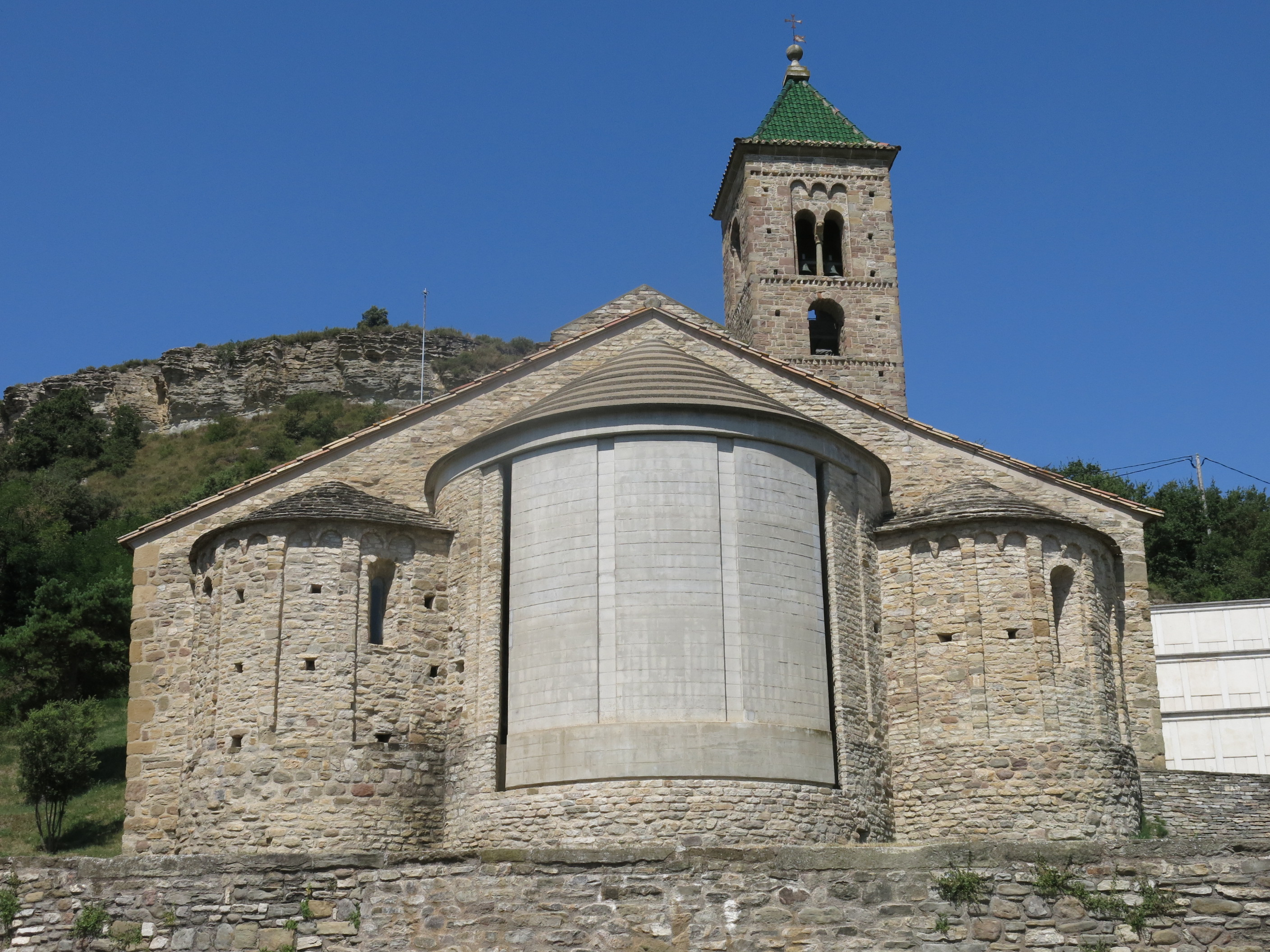
Capçalera i absis

El conjunt s'assenta sobre una zona d'enterraments de tombes antropomorfes.
També es conserven dos petits fragments de pintura mural (segle xiii), que representen un pantocràtor i un sant, i un suport d'altar (segle xi).

## Història
Anteriorment al 962, primera data documental, ja existia una primitiva construcció sobre la qual s'assenta l'actual. El 1051 es torna a mencionar Sant Vicenç relacionada amb el castell d'Orçal. Del 1078 data la primera construcció de l'església actual. El 1191 es consagra l'altar a Santa Maria, capella al vessant sud de l'edifici. El 1357 trobem referències documentals de l'altar de Sant Pere, Sant Vicenç, Sant Joan, Sant Feliu i Santa Maria. A les darreries del segle xvi es capgira el sentit d'utilització de l'església, es trasllada l'altar major i canvia la pavimentació, les estructures presbiterals, es suprimeix el cor i es canvia l'entrada. El 1848 s'amplia la capçalera quadrangular i es renova la coberta.
Vers el 1970-80 es construeix la "capella fonda" i durant el segle XX s'inicien les reconstruccions de l'església, que culminen al 1985 amb la intervenció de la Diputació de Barcelona.